# Gouvernement Bliznachki
 (août 2023).
Si vous disposez d'ouvrages ou d'articles de référence ou si vous connaissez des sites web de qualité traitant du thème abordé ici, merci de compléter l'article en donnant les références utiles à sa vérifiabilité et en les liant à la section « Notes et références ».
République de Bulgarie
Orecharski Borissov II
Le gouvernement Bliznachki (en bulgare : Правителство на Георги Близнашки) est le gouvernement de la république de Bulgarie entre le 6 août et le 7 novembre 2014.

## Historique
Dirigé par le Premier ministre indépendant Gueorgui Bliznachki, ce gouvernement exerce la direction de l'État jusqu'à la tenue des élections législatives anticipées du 5 octobre 2014. À ce titre, il n'est constitué et soutenu par aucun parti politique, l'Assemblée nationale se trouvant dissoute.
Il est formé à la suite de la démission du Premier ministre de centre gauche Plamen Orecharski.
Il succède donc au gouvernement Orecharski, constitué par le Parti socialiste bulgare (BSP) et le Mouvement des droits et des libertés (DPS), qui bénéficiait du soutien sans participation de l'Union nationale Attaque (ATAKA).

### Formation
Après les élections européennes du 25 mai 2014, ATAKA, le DPS puis le BSP retirent leur appui à Orecharski. Le 27 juin, le président de la République Rossen Plevneliev, constatant l'impossibilité de former une majorité parlementaire, annonce la tenue d'élections anticipées en octobre. Conformément à la Constitution, le président de la République Rossen Plevneliev confie successivement trois mandats pour tenter de former un nouvel exécutif. Ces trois tentatives se soldant par un échec, il désigne le juriste Bliznashki à la tête d'un cabinet transitoire et dissout le Parlement.
Deux jours après l'assermentation de son exécutif, le chef du gouvernement annonce la désignation d'une ministre sans portefeuille, chargé d'organiser les élections. Cette dernière renonce à ses fonctions au bout de trois jours seulement, le 11 août, et le chef de l'État fait savoir qu'il ne souhaite pas la remplacer.

### Succession
Au cours des élections anticipées, les Citoyens pour le développement européen de la Bulgarie (GERB) remportent leur troisième majorité relative, dans une Assemblée éclatée marquée par l'émergence de forces populistes. Il obtient de former une coalition avec le Bloc réformateur (RB) et l'Alternative pour la renaissance bulgare (ABV), tout en bénéficiant du soutien sans participation du Front patriotique (PF) et de la Bulgarie sans censure (BBT). Il nomme alors son second cabinet, étant le premier à exercer deux mandats, consécutifs ou non, à la direction du gouvernement bulgare depuis la chute du communisme.

## Composition
| Fonction | Titulaire | Titulaire                             | Parti |
| --- | --------- | ------------------------------------- | ----- |
| Premier ministre |           | Gueorgui Bliznachki                   | Sans  |
| Vice-Premier ministre Chargé de la Politique économique Ministre du Développement régional Ministre des Projets d'investissement |           | Ekaterina Zakharieva                  | Sans  |
| Vice-Premier ministre Chargé de la Politique sociale Ministre du Travail et de la Politique sociale                              |           | Jordan Hristoskov                     | Sans  |
| Vice-Premier ministre Chargé de la Sécurité Ministre de la Justice                                                               |           | Hristo Ivanov                         | Sans  |
| Vice-Premier ministre Chargé de l'Utilisation des fonds communautaires                                                           |           | Iliyana Tsanova                       | Sans  |
| Ministre de l'Intérieur |           | Jordan Bakalov                        | Sans  |
| Ministre des Finances |           | Roumen Porojanov                      | Sans  |
| Ministre des Affaires étrangères                                                                                                 |           | Daniel Mitov                          | Sans  |
| Ministre de l'Économie et de l'Énergie                                                                                           |           | Vassil Schtonov                       | Sans  |
| Ministre de l'Éducation et de la Science                                                                                         |           | Roumiana Kolarova                     | Sans  |
| Ministre de la Défense |           | Velissar Schalamanov                  | Sans  |
| Ministre de l'Agriculture et de l'Alimentation                                                                                   |           | Vassil Groudev                        | Sans  |
| Ministre des Transports, des Technologies de l'information et des Communications                                                 |           | Nikolina Angelkova                    | Sans  |
| Ministre de l'Environnement et de l'Eau                                                                                          |           | Svetlana Jekova                       | Sans  |
| Ministre de la Santé |           | Miroslav Nenkov                       | Sans  |
| Ministre de la Culture |           | Martin Ivanov                         | Sans  |
| Ministre de la Jeunesse et des Sports                                                                                            |           | Evgenia Radanova                      | Sans  |
| Ministre sans portefeuille Chargé de l'Organisation du processus électoral                                                       |           | Krassimira Medarova (08 - 11/08/2014) | Sans  |